# Akanje
Ákanje je posebnost nekega jezika, da govoreči izgovarjajo glas 'a' namesto 'o'. Najbolj znana zgleda sta ruščina (še posebej moskovski govor), v slovenščini pa dolenjska in rovtarska narečja. V ruščini akanje ni malomarnost ali narečna posebnost, temveč edina pravilna izgovorjava knjižnega jezika. Nenaglašeni 'o' pred naglasom vedno zveni kot 'a', npr. по-русски, словенец, Москва se bere kot [pá-rúski, slavénec, maskvá]. V beloruščini je podobno, kjer se 'o' v domačih besedah ohranja samo v naglašenih zlogih, sicer pa ga zamenja 'a'. Tudi nekatera narečja v bolgarščini (ti. rodopska narečja) imajo akanje.